# Soomaaliya Ha Noolaato
"Soomaaliya Ha Noolaato" foi o hino nacional da Somália entre 1960 e 2000. Não possui letra, e a melodia foi composta pelo italiano Giuseppe Blanc. O hino permaneceu em uso durante o regime socialista da República Democrática da Somália, período entre 1969 e 1991. Por causa da crise política ocorrida no país durante a década de 1990, o governo provisório da Somália adotou um novo hino, "Soomaaliyeey toosoo", em 2000.